# Rimington Trophy
Il Dave Rimington Trophy, assegnato per la prima volta nel 2000, premia il miglior centro nel football universitario. Deve il suo nome all'ex giocatore dell'Università del Nebraska nel periodo 1979-1982 Dave Rimington.

## Albo d'oro

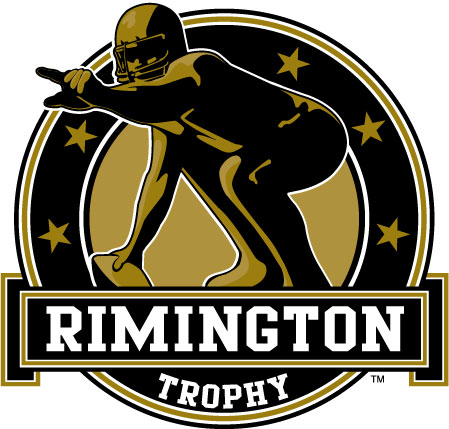
Il logo del Rimington Trophy

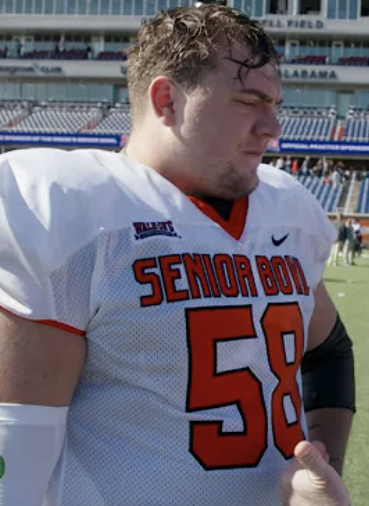
Jackson Powers-Johnson di Oregon, vincitore del 2023.

| Anno        | Giocatore              | Squadra       |
| ----------- | ---------------------- | ------------- |
| 2000        | Dominic Raiola         | Nebraska      |
| 2001        | LeCharles Bentley      | Ohio State    |
| 2002        | Brett Romberg          | Miami         |
| 2003        | Jake Grove             | Virginia Tech |
| 2004 (pari) | David Baas             | Michigan      |
| 2004 (pari) | Ben Wilkerson          | LSU           |
| 2005        | Greg Eslinger          | Minnesota     |
| 2006        | Dan Mozes              | West Virginia |
| 2007        | Jonathan Luigs         | Arkansas      |
| 2008        | A.Q. Shipley           | Penn State    |
| 2009        | Maurkice Pouncey       | Florida       |
| 2010        | Jake Kirkpatrick       | TCU           |
| 2011        | David Molk             | Michigan      |
| 2012        | Barrett Jones          | Alabama       |
| 2013        | Bryan Stork            | Florida State |
| 2014        | Reese Dismukes         | Auburn        |
| 2015        | Ryan Kelly             | Alabama       |
| 2016        | Pat Elflein            | Ohio State    |
| 2017        | Billy Price            | Ohio State    |
| 2018        | Garrett Bradbury       | NC State      |
| 2019        | Tyler Biadasz          | Wisconsin     |
| 2020        | Landon Dickerson       | Alabama       |
| 2021        | Tyler Linderbaum       | Iowa          |
| 2022        | Olusegun Oluwatimi     | Michigan      |
| 2023        | Jackson Powers-Johnson | Oregon        |
| 2024        | Seth McLaughlin        | Ohio State    |

## Vincitori per istituto
| College       | Vincitori |
| ------------- | --------- |
| Ohio State    | 4         |
| Alabama       | 3         |
| Michigan      | 3         |
| Arkansas      | 1         |
| Auburn        | 1         |
| Florida       | 1         |
| Florida State | 1         |
| Iowa          | 1         |
| LSU           | 1         |
| Miami         | 1         |
| Minnesota     | 1         |
| NC State      | 1         |
| Nebraska      | 1         |
| Oregon        | 1         |
| Penn State    | 1         |
| TCU           | 1         |
| Virginia Tech | 1         |
| West Virginia | 1         |
| Wisconsin     | 1         |